# Ranger 8
Ranger 8 byla bezpilotní sonda organizace NASA z USA určená k průzkumu Měsíce vypuštěná v roce 1965.
Celý projekt programu Ranger připravila Jet Propulsion Laboratory (JPL) v Pasadeně u Los Angeles. Mise byla úspěšná, podařilo se získat mnoho fotografií povrchu Měsíce.

## Start
S pomocí dvoustupňové rakety Atlas-Agena B odstartovala sonda z rampy na kosmodromu
Eastern Test Range na Floridě dne 17. února 1965. V katalogu COSPAR dostala přidělené označení 1965-010A.

## Konstrukce sondy
Váha byla 365 kg . Byla stejná, jako Ranger 6 a 7. Mimo motoru na hydrazin měla palubní počítač, vysílače, silnější chemické baterie a sluneční panely baterií. Dále televizní aparatura s řadou kamer a třemi vysílači , parabolickou anténou. Byl zde stabilizační a orientační systém, jehož součástí bylo 12 trysek na stlačený dusík. Celá sonda dosahovala výšky 3,1 metru.

## Program
Hlavním cílem této mise bylo pořídit několik tisícovek snímků během přiblížení k Měsíci a navázat tak na úspěch předchozí mise Ranger 7. Fotografie potřebovala NASA získat před letem lidí k Měsíci.

## Průběh letu
Raketa se sondou odstartovala bez problémů. Korekce dráhy byla provedena 18. února, jinak by sonda minula cíl o 1800 km. Takto dopadla po třech dnech letu do Mare Tranquillitatis  jen 24 km od projektovaného cíle. Televizní kamery byly uvedeny do provozu 23 minut před dopadem ve výši 2510 km a záběry vysílala americká televize v přímém přenosu. Sonda stačila vyslat na Zemi 7137 velmi kvalitních fotografií. Byla to druhá úspěšná mise programu Ranger.